# 荷兰三剑客
荷兰三剑客指1980年代末到1990年代初在意大利AC米兰俱乐部踢球的三位荷兰球星，他们是古利特、范巴斯滕、里杰卡尔德。他們乃於八十年代末加盟，曾為AC米蘭贏得多個獎項，如1990年的歐洲冠軍球會盃，締造貝盧斯科尼時代的第一個“米蘭王朝”。國家隊方面這三人也曾於1988年贏得歐洲國家盃冠軍並全數入選明星隊，乃目前荷蘭國家隊裡最佳成績，三人更在同年包辦金球獎票選前三，和1972年為史上僅有的兩次（當年得主為碧根鮑華，其後蓋德·穆勒和内策爾並列第二，三位西德隊選手同樣也是在該年的歐洲杯大獲全勝）；但1990年世界盃上表現不如預期，在十六強止步；1992年歐洲盃則是打到四強，隨後范巴斯滕退出國家隊，荷兰三剑客正式解體。
同期的意甲另有一組三人結隊的德國球星，則是效力於米蘭的同城勁敵國際米蘭，一般稱為德國三駕馬車，分別是克林斯曼、馬特烏斯和布雷默三人，由於他們同樣也是從同個國家一起轉戰意甲，在俱樂部和國家隊和荷兰三剑客都有競爭，甚至有數次正面對抗，也獲得了很高的成就，故兩者常被一起比較和討論。總體而言，俱樂部競賽的成績是荷兰三剑客較佳，但國家隊競賽的成績則是德国三驾马车更為突出。

## 古利特 (Ruud Gullit)
古利特早年曾效力荷蘭聯賽的勁旅，包括和，至1987年他與范巴斯滕轉投意大利球會AC米蘭。當時AC米蘭積弱不振，至古利特加盟，配合後來的里杰卡尔德和范巴斯腾組成荷蘭三劍客。他協助AC米蘭贏得三個意甲冠軍(1987/88年、1991/92年、1992/93年)和兩個歐洲冠軍球會盃冠軍(1989年和1990年)。
1989年歐洲冠軍球會盃決賽，古利特梅開二度，協助AC米蘭以4-0擊敗布加勒斯特星隊，贏得冠軍。
在1987年古利特贏得金球獎，同年和1989年也當選為<<世界足球>>雜誌世界足球先生。

## 范巴斯滕 (Marco van Basten)
范巴斯滕出身於荷蘭大球會阿賈克斯，曾於1984-1987年連續四季都成為聯賽神射手，也曾贏得歐洲金靴獎。至1987年他與古利特加盟AC米蘭，把這支積弱不振的球隊帶上歐洲顛峰。他協助AC米蘭贏得三個意甲冠軍(1987/88年、1991/92年、1992/93年)和兩個歐洲冠軍球會盃冠軍(1989年和1990年)。
1989年歐洲冠軍球會盃決賽，范巴斯滕梅開二度，協助AC米蘭以4-0擊敗布加勒斯特星隊，贏得冠軍。
在1988年、1989年和1992年范巴斯滕贏得金球獎，1988年和1992年當選為<<世界足球>>雜誌世界足球先生，以及1992年當選為國際足協世界足球先生。

## 法蘭克·雷卡特 (Franklin Rijkaard)
雷卡特也是出身荷蘭大球會阿贾克斯，曾在葡萄牙和西班牙聯賽踢球。1988年，他在德國欧洲足球锦标赛後，轉隊至義大利球隊AC米蘭，與同是荷蘭人的古利特、范巴斯滕合稱「荷蘭三劍客」。九十年代初期，他協助AC米蘭贏得兩屆意甲冠軍(1991/92年、1992/93年)和兩個歐洲冠軍球會盃冠軍(1989年和1990年)。
1990年歐洲冠軍球會盃決賽，里杰卡尔德一箭定江山，協助AC米蘭以1-0擊敗，贏得冠軍

## 三人合作成就
- 歐洲國家盃冠軍 (荷蘭)：1988年
- 意甲聯賽冠軍 (AC米蘭)：1991/92年、1992/93年
- 歐洲冠軍球會盃冠軍 (AC米蘭)：1989年、1990年
- 歐洲超級盃冠軍 (AC米蘭)：1989年、1990年
- 豐田盃冠軍 (AC米蘭)：1989年、1990年
- 包辦金球獎前三 (荷蘭、AC米蘭)：1988年 (金獎：范巴斯滕/129分、銀獎：古利特/88分、銅獎：里杰卡尔德/45分)

## 相關連結
- AC米兰
- 荷蘭國家足球隊
- 十字聯防